# Charles Étienne Louis Camus
Pour les articles homonymes, voir Camus.
Charles Étienne Louis Camus, né à Crécy-en-Brie le 25 août 1699 et mort au Louvre, à Paris, le 4 mai 1768, est un mathématicien et astronome français.

## Biographie
Charles Étienne Louis Camus est le fils d'Étienne Camus, chirurgien à Crécy-en-Brie, et de Marguerite Maillard. Il a fait ses études au collège de Navarre de l’université de Paris.
Professeur et secrétaire perpétuel à l’Académie royale d'architecture, examinateur des ingénieurs et du corps royal de l’artillerie de France, examinateur au concours d'entrée à l’École royale du génie de Mézières (1748-1752), il est notamment l’auteur d’un Cours de mathématiques qui sera longtemps utilisé. En 1736, il participe avec Pierre Louis Moreau de Maupertuis, Alexis Claude Clairaut et Pierre Charles Le Monnier à l’expédition de Laponie pour déterminer « la figure de la terre » en arc de méridien.
Il est élu membre de l’Académie des sciences en 1727 et de l’Académie d'architecture en 1739, et il est également membre la Royal Society britannique.

## Mémoire sur les engrenages
En février 1733, Charles Étienne Louis Camus soumet à l'Académie Royale des Sciences un long mémoire dans lequel il décrit précisément, et prouve géométriquement, la façon dont doivent être conçues les dents des roues d'un engrenage cylindrique pour en optimiser le fonctionnement. On y lit notamment la description  suivante : 
« Les dents doivent être engendrées... par une même courbe qui roulera sur la circonférence (des roues) »
C'est la méthode encore utilisée de nos jours pour concevoir la denture des roues d'engrenages, selon deux grandes variantes : la  "développante du cercle" et les développements cycloïdes.

## Publications ultérieures

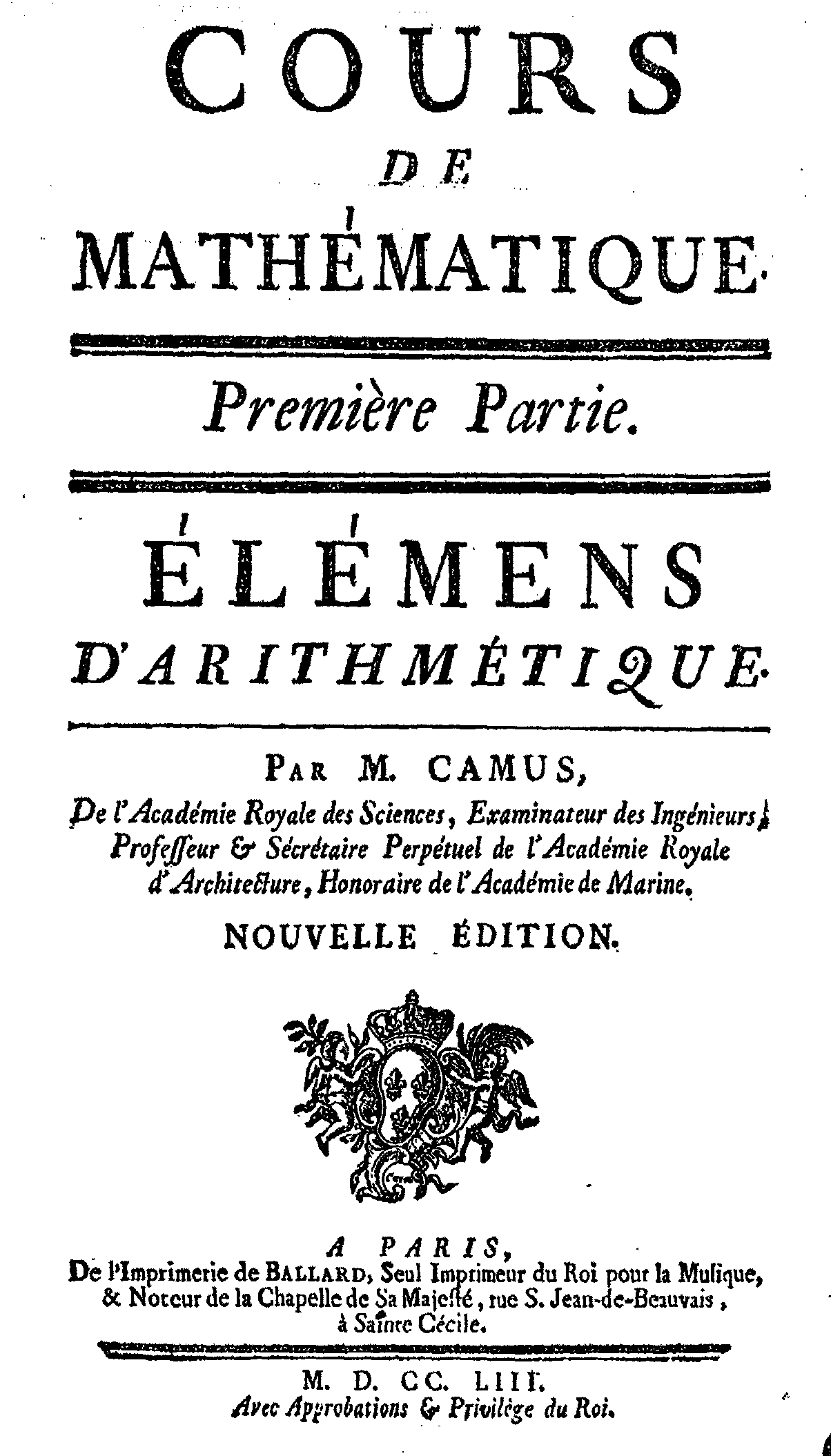

### Géographie
- Degré du méridien entre Paris et Amiens déterminé par la mesure de M. Picard et par les observations de MM. de Maupertuis, Clairaut, Camus, Le Monnier, d’où l’on déduit la figure de la terre par la comparaison de ce degré avec celui qui a été mesuré au cercle polaire (1740)[lire en ligne]
- Carte de la France, publiée sous la direction de l’Académie des sciences, par Cassini de Thury, Camus et Montigny (1744-1787)[extraits]
- Opérations faites par ordre de l’Académie royale des sciences, pour la vérification du degré du méridien compris entre Paris et Amiens, par Mrs Bouguer, Camus, Cassini de Thury et Pingré (1757)

### Mathématiques
- Cours de mathématique. 1re partie. Élémens d’arithmétique (1749) Texte en ligne
- Cours de mathématique. 2e partie. Élémens de géométrie théorique et pratique (1750) Texte en ligne
- Cours de mathématique. 3e partie. Élémens de méchanique statique (1751-1752) Texte en ligne 1 2

### Mécanique
- Sur les meilleures proportions des pompes et des parties qui les composent, Histoire de l’Académie royales des sciences, année 1739, (1741). Texte en ligne